# Stockholm Open 1998 - Qualificazioni doppio
Le qualificazioni del doppio  dello  Stockholm Open 1998 sono state un torneo di tennis preliminare per accedere alla fase finale della manifestazione. I vincitori dell'ultimo turno sono entrati di diritto nel tabellone principale. In caso di ritiro di uno o più giocatori aventi diritto a questi sono subentrati i lucky loser, ossia i giocatori che hanno perso nell'ultimo turno ma che avevano una classifica più alta rispetto agli altri partecipanti che avevano comunque perso nel turno finale.
Le qualificazioni del doppio del torneo Stockholm Open 1998 prevedevano 4 coppie partecipanti di cui una è entrata nel tabellone principale.

## Teste di serie
1. Marius Barnard /  Kent Kinnear (ultimo turno)

1. Jens Knippschild /  Michael Kohlmann (primo turno)

## Qualificati
1. Geoff Grant  /   Myles Wakefield

## Tabellone

### Legenda
| - Q = Qualificato - WC = Wild card - LL = Lucky loser | - ALT = Alternate - SE = Special Exempt - PR = Protected Ranking | - w/o = Walkover - r = Ritirato - d = Squalificato |

|  | Primo turno | Primo turno                         | Primo turno                         | Primo turno | Primo turno |  |  | Ultimo turno | Ultimo turno                | Ultimo turno | Ultimo turno | Ultimo turno |  |
|  |             |                                     |                                     |             |             |  |  |              |                             |              |              |              |  |
|  | 1           | Marius Barnard Kent Kinnear         | Marius Barnard Kent Kinnear         | 6           | 6           |  |  |              |                             |              |              |              |  |
|  |             | Fredrik Jonsson Andreas Vinciguerra | Fredrik Jonsson Andreas Vinciguerra | 4           | 4           |  |  | 1            | Marius Barnard Kent Kinnear | 6            | 4            | 4            |  |
|  |             | Geoff Grant Myles Wakefield         | 1                                   | 6           | 6           |  |  |              | Geoff Grant Myles Wakefield | 4            | 6            | 6            |  |
|  | 2           | Jens Knippschild Michael Kohlmann   | 6                                   | 3           | 3           |  |  |              |                             |              |              |              |  |